# Primavera (Botticelli)
La Primavera è un dipinto a tempera grassa su tavola (203 × 314 cm) di Sandro Botticelli, databile al 1482 circa. Realizzata per la villa medicea di Castello, l'opera d'arte è conservata nella Galleria degli Uffizi a Firenze.
Si tratta del capolavoro dell'artista, nonché di una delle opere più famose del Rinascimento italiano. Vanto della Galleria, si accostava anticamente con l'altrettanto celebre Nascita di Venere, con cui condivide la provenienza storica, il formato e alcuni riferimenti filosofici. Lo straordinario fascino che tuttora esercita sul pubblico è legato anche all'aura di mistero che circonda l'opera, il cui significato più profondo non è ancora stato completamente svelato.

## Storia

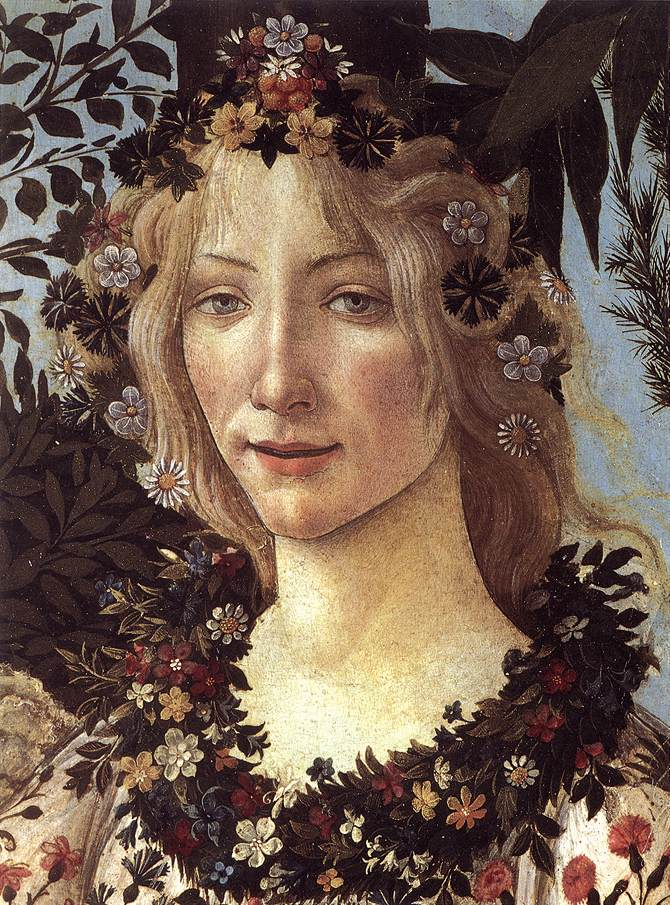
Flora

Il bel dipinto venne eseguito per Lorenzo il Popolano (1463-1503), cugino di secondo grado di Lorenzo il Magnifico di circa quindici anni più giovane, non sempre in ottimi rapporti con il cugino maggiore, incaricato di fatto di governare Firenze. Gli inventari di famiglia del 1498, 1503 e 1516 hanno anche chiarito la sua collocazione originaria, nel Palazzo di via Larga, dove rimase prima di essere trasferita nella Villa di Castello, dove Vasari riferisce di averla vista nel 1550, accanto alla Nascita di Venere. Il titolo con cui è universalmente conosciuto il dipinto deriva proprio dall'annotazione di Vasari ("Venere che le Grazie fioriscono, dinotando Primavera"), dalla quale derivano anche le linee cardine su cui si sono mossi tutti i tentativi di interpretazione.
Nel 1815 si trovava già nel Guardaroba mediceo e nel 1853 venne trasferita alla Galleria dell'Accademia per lo studio dei giovani artisti che frequentavano la scuola; con il riordino delle collezioni fiorentine venne trasferita agli Uffizi nel 1919. 
Se nella critica non vi è alcun dubbio circa l'autografia di Botticelli, piuttosto discordi sono le ipotesi sulla datazione. Gli estremi sono quelli della collaborazione presso i Medici, dal 1477 al 1490, con la sospensione del viaggio a Roma, per affrescare tre episodi biblici nella Cappella Sistina, degli anni 1480-1482. Lightbown ipotizzò una datazione immediatamente successiva al rientro da Roma, nel 1482, coincidendo con le nozze del committente Lorenzo il Popolano con Semiramide Appiani: l'allegoria di Venere, rappresentata al centro del dipinto, sarebbe anche legata a un oroscopo di Lorenzo, come risulta da una lettera di Marsilio Ficino a lui indirizzata, in cui il filosofo lo esortava a ispirare il proprio agire alla configurazione astrale che ne dominava il tema natale, cioè proprio Venere e Mercurio.
Questa ipotesi è oggi la più accettata dalla critica, sostituendo ormai quella al 1478, prima della partenza per Roma.

## Descrizione

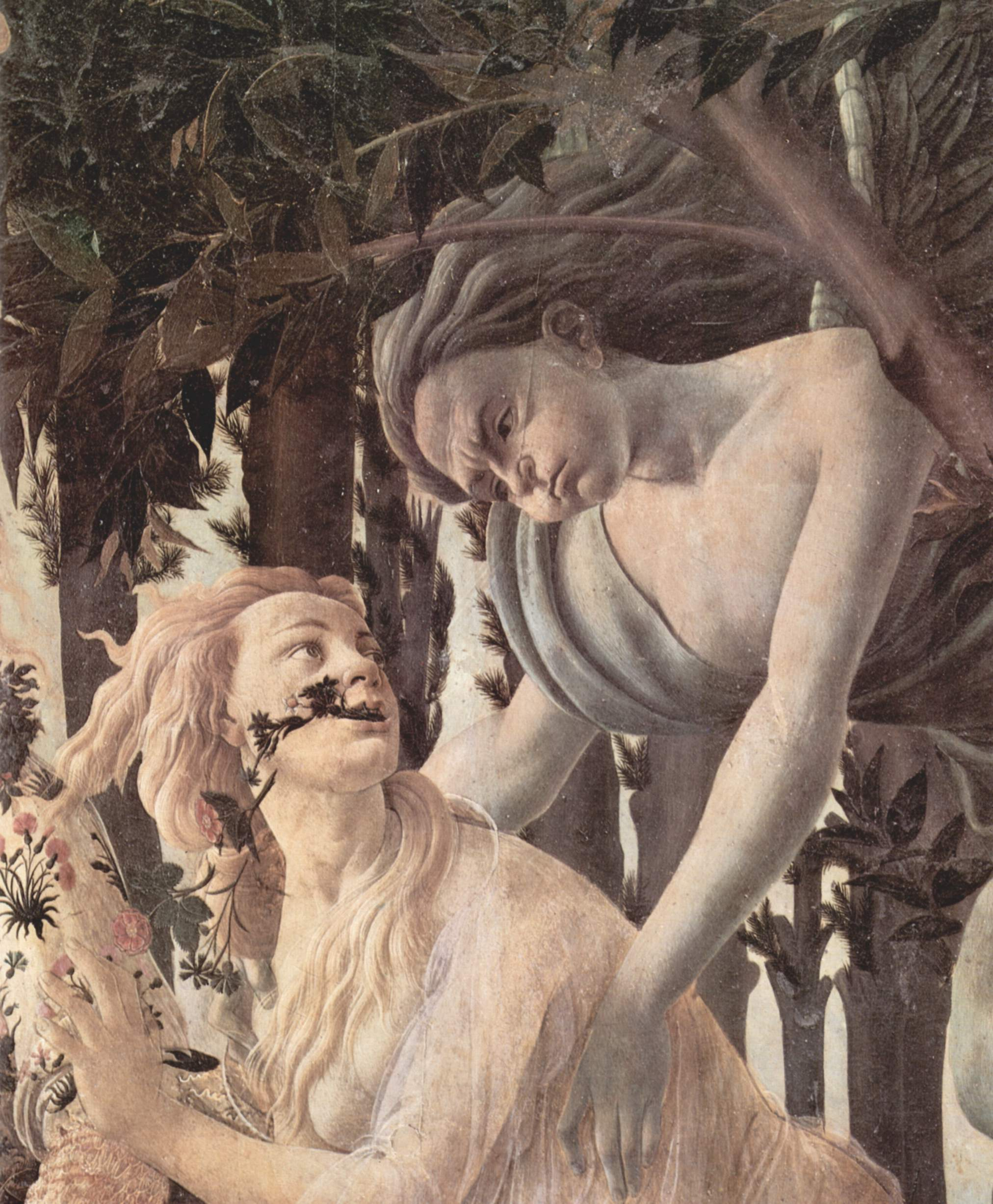
Zefiro e Clori

In un ombroso boschetto, che forma una sorta di semi-cupola di aranci colmi di frutti e arbusti sullo sfondo di un cielo azzurrino, sono disposti nove personaggi, in una composizione bilanciata ritmicamente e fondamentalmente simmetrica attorno al perno centrale della donna col drappo rosso e verde sulla veste setosa. Il suolo è composto da un verde prato, disseminato da un'infinita varietà di specie vegetali e un ricchissimo campionario di fiori: nontiscordardimé, iris, fiordaliso, ranuncolo, papavero, margherita, viola, gelsomino, ecc.
I personaggi e l'iconografia generale vennero identificati nel 1888 da Adolf Gaspary, basandosi sulle indicazioni di Vasari, e, fondamentalmente, non sono più stati messi in discussione. Cinque anni dopo Aby Warburg articolò infatti la descrizione che venne sostanzialmente accettata da tutta la critica, sebbene sfugga tuttora il senso complessivo della scena.
L'opera è, secondo una teoria ampiamente condivisa, ambientata in un boschetto di aranci (il giardino delle Esperidi) e va letta da destra verso sinistra, forse perché la collocazione dell'opera imponeva una visione preferenziale da destra. 
Zefiro, vento di nord ovest e di primavera che piega gli alberi, attira col suo soffio, rapisce contro la volontà di lei la ninfa Clori (in greco Clorìs) che dopo il matrimonio, prenderà il nome di Flora, la personificazione della stessa primavera rappresentata come una donna dallo splendido abito fiorito che sparge a terra le infiorescenze che tiene in grembo. A questa trasformazione allude anche il filo di fiori che già inizia a uscire dalla bocca di Clori durante il suo rapimento. Al centro campeggia Venere, inquadrata da una cornice simmetrica di arbusti, che sorveglia e dirige gli eventi, quale simbolo neoplatonico dell'amore più elevato. Sopra di lei vola il figlio Cupido, mentre a sinistra si trovano le sue tre tradizionali compagne vestite di veli leggerissimi, le Grazie, occupate in un'armoniosa danza in cui muovono ritmicamente le braccia e intrecciano le dita.
Chiude il gruppo a sinistra un disinteressato Mercurio, coi tipici calzari alati, che col caduceo scaccia le nubi per preservare un'eterna primavera.

## Interpretazioni
Come succede per altri grandi capolavori del Rinascimento, la Primavera nasconde vari livelli di lettura: uno strettamente mitologico, legato ai soggetti rappresentati, la cui spiegazione è ormai appurata; uno filosofico, legato alla filosofia dell'accademia neoplatonica e ad altre dottrine; uno storico-dinastico, legato alle vicende contemporanee ed alla gratificazione del committente e della sua famiglia.
Queste ultime due letture, con le rispettive ramificazioni possibili, sono più controverse, ed hanno registrato i molteplici interventi di studiosi e storici dell'arte, senza tuttavia giungere a un risultato definitivo o almeno ampiamente condiviso.

### Lettura legata al committente

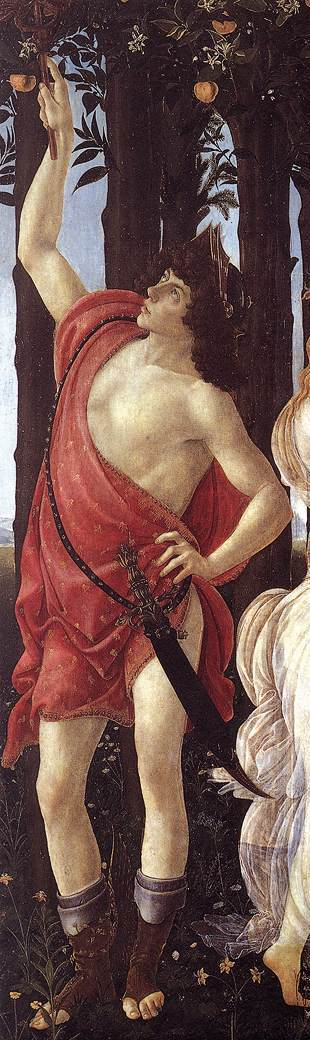
Mercurio

Una prima serie di interpretazioni lega i personaggi mitologici del dipinto a individui fiorentini dell'epoca, come in una mascherata carnevalesca, e alla loro celebrazione tramite rappresentazioni simboliche delle loro virtù.
Partendo dall'inventario mediceo del 1498, Mirella Levi D'Ancona ha ipotizzato che il dipinto possa essere l'allegoria del matrimonio tra Lorenzo di Pierfrancesco de' Medici e Semiramide Appiani; Botticelli lo avrebbe oltretutto eseguito in due momenti successivi, perché l'opera era stata inizialmente commissionata da Giuliano de' Medici in occasione della nascita del figlio Giulio (futuro papa Clemente VII), avuto con Fioretta Gorini che egli avrebbe sposato in gran segreto nel 1478.
Ma come è noto Giuliano morì nella congiura dei Pazzi ordita contro il fratello in quello stesso anno, un mese prima della nascita del figlio, per cui il quadro incompiuto venne "riciclato" dal cugino qualche tempo dopo per celebrare le sue nozze, inserendovi il suo ritratto e quello della moglie, che si diceva essere donna dalla bellezza eccezionale. Il gruppo di destra rappresenterebbe l'istintualità e la passionalità notoriamente condannate dal neoplatonismo perché portatrici di atteggiamenti irrazionali.
Secondo questa interpretazione i personaggi raffigurerebbero:
- Venere = Fioretta Gorini (prima versione), poi l'Amore Universale
- Mercurio = Lorenzo di Pierfrancesco
- Tre Grazie = Amore humanus (la Grazia al centro ha le sembianze di Semiramide Appiani), cioè spirituale, puro, elevato, secondo i principi dell'umanesimo platonico
- Zefiro-Cloris-Flora = Amore Ferinus (carnale)

L'opera botticelliana, se osservata nei suoi dettagli, colpisce per la grande varietà delle specie vegetali raffigurate. Con ogni probabilità, Botticelli deve aver tratto ispirazione dall'osservazione di piante e fiori dal vivo e dallo studio dei numerosi erbari medievali che circolavano sotto forma di manoscritti miniati. Guido Mocci, direttore dell'Orto Botanico di Firenze, ha avuto il merito di individuare almeno cinquecento specie, distinguendole tra piante fiorite e piante non fiorite.
I fiori presenti nella scena alluderebbero a vari significati matrimoniali: fiordalisi, margherite e nontiscordardimé alludono alla donna amata, i fiori d'arancio sugli alberi sono ancora oggi un simbolo di felicità matrimoniale, così come la borrana che si vede sul prato.
In base ad altri ritratti dipinti da Botticelli o da altri artisti della sua cerchia, nei vari protagonisti della rappresentazione sono stati individuati vari personaggi di casa Medici. Trattandosi però spesso di opere altamente idealizzate, si tratta per lo più di semplici ipotesi, più o meno suggestive.
In particolare nelle tre Grazie sono state riconosciute Caterina Sforza (a destra), confrontando con la Santa Caterina d'Alessandria (sempre di profilo) nel Lindenau-Museum di Altenburg, e Simonetta Vespucci (al centro), la fonte di ispirazione per la Nascita di Venere, che guarda sognante verso Mercurio-Giuliano de' Medici.

#### Lettura storica
Secondo Horst Bredekamp, che data la tavola a non prima del 1485, oltre alle evidenti implicazioni filosofiche, si dovrebbe considerare il dipinto come allegoria dell'età medicea, intesa come età dell'oro, ma sotto la guida di Lorenzo di Pierfrancesco e non del Magnifico, confermandone così la committenza. La presenza di Flora sarebbe pertanto un'allusione a Florentia e dunque alle antiche origini della città.
Si tratta di un'interpretazione che tiene notevolmente conto di numerose implicazioni di carattere storico e politico dell'epoca e che riprende la generale tendenza degli ultimi decenni a "smitizzare" la figura del Magnifico in favore del ramo cadetto della famiglia, cui verrebbe attribuita un'importanza forse per molto tempo rimasta sconosciuta ma non ancora pienamente verificata.
Le altre figure sarebbero città legate in vario modo a Firenze: Mercurio-Milano, Cupido (Amor)-Roma, le Tre Grazie come Pisa, Napoli e Genova, la ninfa Maia come Mantova, Venere come Venezia e Borea come Bolzano.

#### Lettura filosofica
Sicuramente nella Primavera il mito venne scelto per rispecchiare verità morali, adottando un tema antico, quindi universale, ad un linguaggio del tutto moderno.
Il primo critico a mettere il dipinto direttamente in relazione con la cerchia di filosofi neoplatonici frequentata da Botticelli fu Aby Warburg nel 1893, che lesse la Primavera come la trasposizione di un distico di Agnolo Poliziano, ricco di citazioni letterarie antiche. Sarebbe quindi la rappresentazione di Venere dopo la nascita (raffigurata nell'altro celebre dipinto della serie), durante l'arrivo nel suo regno.
Ernst Gombrich, nel 1945, e, dopo di lui, negli anni cinquanta Edgar Wind e negli anni sessanta Erwin Panofsky, lessero la Primavera addirittura come il manifesto del sodalizio filosofico ed artistico dell'Accademia di Careggi. Vi si narrerebbe come l'amore, nei suoi diversi gradi, arrivi a staccare l'uomo dal mondo terreno per volgerlo a quello spirituale.
La scena si svolgerebbe nel giardino sacro di Venere, che la mitologia colloca nell'isola di Cipro, come rivelano gli attributi tipici della dea sullo sfondo (per es. il cespuglio di mirto alle sue spalle) e la presenza di Cupido e Mercurio a sinistra in funzione di guardiano del bosco, che infatti tiene in mano un caduceo per scacciare le nubi della pioggia (anche se egli viene insolitamente raffigurato in una posizione che lo rende estraneo al resto della scena). Le Tre Grazie rappresentavano tradizionalmente le liberalità, ma la parte più interessante del dipinto è quella costituita dal gruppo di personaggi sulla destra, con Zefiro, la ninfa Cloris e la dea Flora, divinità della fioritura e della giovinezza, protettrice della fertilità. Zefiro e Clori rappresenterebbero la forza dell'amore sensuale e irrazionale, che però è fonte di vita (Flora) e, tramite la mediazione di Venere ed Eros, si trasforma in qualcosa di più perfetto (le Grazie), per poi spiccare il volo verso le sfere celesti guidato da Mercurio.
Oltre alle teorie di Marsilio Ficino e la poetica di Poliziano, Botticelli s'ispirò anche alla letteratura classica (Ovidio, Lucrezio, Orazio), soprattutto per quanto riguarda la metamorfosi di Cloris in Flora; tuttavia, il centro focale della composizione è Venere, che secondo l'ideologia neoplatonica sarebbe la rappresentazione figurata del suo mondo secondo il seguente schema:

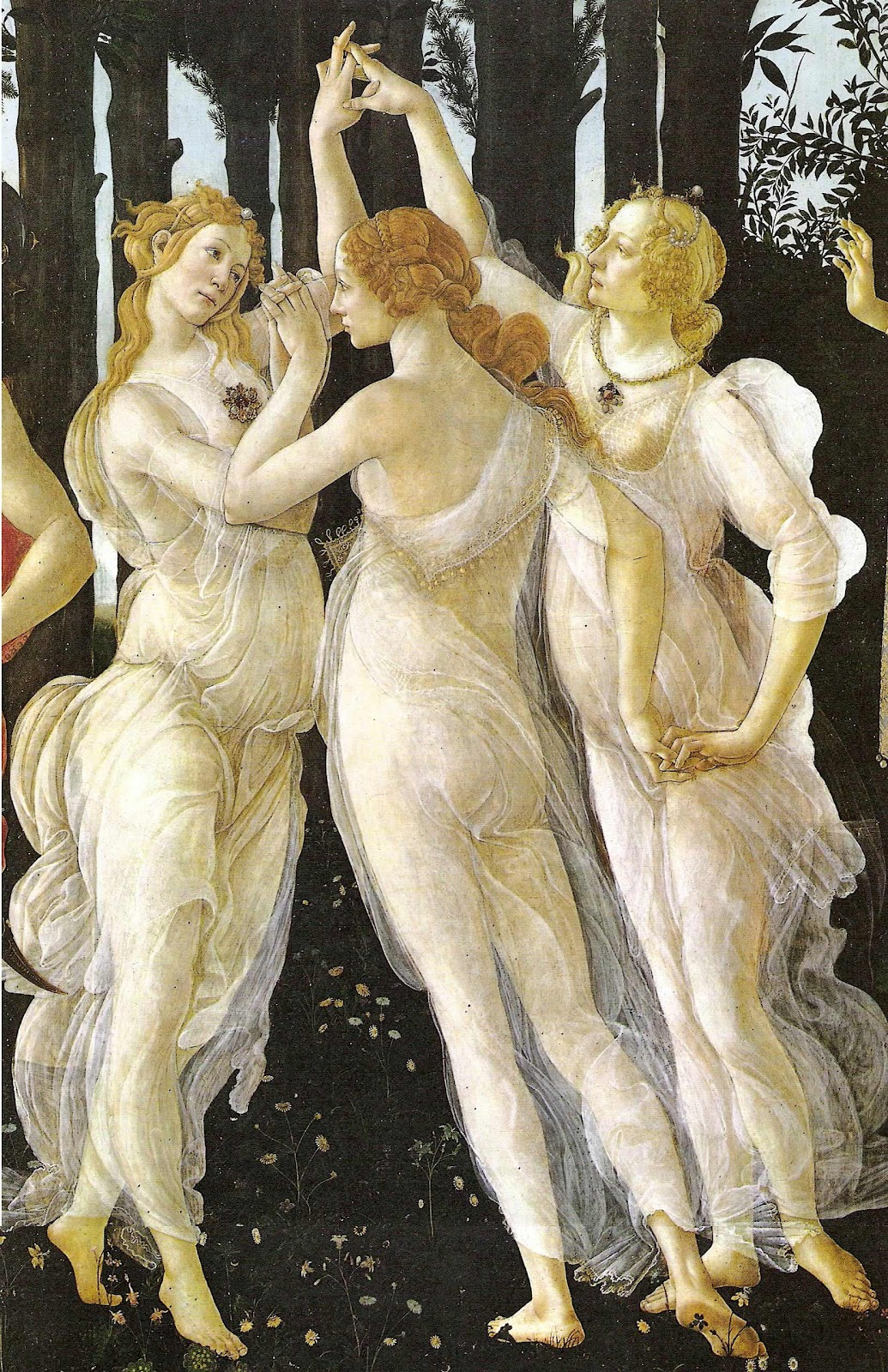
Le tre grazie

- Venere = Humanitas, ovvero le attività spirituali dell'uomo
- Tre Grazie = fase operativa dell'Humanitas'
- Mercurio = la Ragione, che guida le azioni dell'uomo allontanando le nubi della passione e dell'intemperanza
- Zefiro-Cloris-Flora = la Primavera, simbolo della natura non tanto intesa come stagione dell'anno quanto forza universale ciclica e dal potere rigenerativo.

Per Erwin Panofsky ed altri storici dell'arte, e non solo, la Venere della Primavera sarebbe la Venere celeste, vestita, simbolo dell'amore spirituale che spinge l'uomo verso l'ascesi mistica, mentre la Nascita raffigurerebbe la Venere terrena, nuda, simbolo dell'istintualità e della passione che ricacciano gli individui verso il basso.
Numerose sono le proposte di lettura per le Grazie. Il loro movimento di alzare e abbassare le braccia ricorda filosoficamente il principio base dell'amore (da Seneca), la Liberalità, in cui ciò che si dà viene restituito. Esse possono rappresentare anche tre aspetti dell'amore, descritti da Marsilio Ficino: da sinistra, la Voluttà (Voluptas), dalla capigliatura ribelle, la Castità (Castitas), dallo sguardo malinconico e dall'atteggiamento introverso, e la Bellezza (Pulchritudo), con al collo una collana che sostiene un'elegante prezioso pendente e dal velo sottile che le copre i capelli, verso la quale sembra stare per scoccare la freccia Cupido. Secondo Esiodo le tre fanciulle divine sono invece Aglaia, lo Splendore, Eufrosine, la Gioia e Talia, la Prosperità. Latinizzate divennero Viriditas, Splendor e Laetitia Uberrima ovvero l'Adolescenza, lo Splendore e la Gioia Piena, o Letizia Fecondissima (Marsilio Ficino nel De amore).
Claudia Villa (italianista contemporanea) è portata a considerare che i fiori, secondo una tradizione che ha origine in Duns Scoto, costituiscono l'ornamento del discorso e identifica il personaggio centrale nella Filologia, per cui riferisce la scena alle Nozze di Mercurio e Filologia rovesciando anche le identità dei personaggi che stanno alla nostra destra. Così la figura dalla veste fiorita è da vedersi come la Retorica, la figura che sembra entrare impetuosamente nella scena come Flora generatrice di poesia e di bel dire, mentre il personaggio alato, che sembra sospingere più che attrarre a sé la fanciulla, sarebbe un genio ispiratore.
In tale contesto interpretativo diventa difficile giustificare i colori freddi con cui è rappresentato il personaggio, a meno che l'autore non volesse affidare a questa scelta la smaterializzazione e il carattere spirituale dell'ispirazione poetica. Può risultare invece più comprensibile il disinteresse alla scena che sembra mostrare Mercurio, dio dei mercanti.

#### Altre letture
Un'ulteriore interpretazione di Ernst Gombrich parla di un riferimento astrologico suggerito da Ficino a Lorenzo di Pierfrancesco dove in una lettera suggerisce di disporre la luna (cioè la sua anima e il suo corpo) in modo da evitare gli influssi di Marte e Saturno, favorendo invece quelli del Sole, Giove e Venere. Così Gombrich afferma che il Mercurio sia un'immagine planetaria, mentre le tre Grazie siano il Sole, Giove e Venere, e la figura femminile a sua volta Venere ancora una volta. Questa dunque potrebbe essere un'immagine del mondo positiva che è stata raffigurata proprio con questo intento.
Studi assai interessanti sono stati fatti sui rapporti dimensionali delle parti della scena in riferimento a regole musicali. Altri hanno ipotizzato che il dipinto sia una sorta di calendario agreste abbreviato della bella stagione: da febbraio (Zefiro) a settembre (Mercurio), nell'augurio di una primavera senza fine.
A sua volta Carmelo Ciccia — considerata la larga diffusione del mito della sicula Ibla (fiori, api, miele) che ha attraversato i millenni, divenendo un topos letterario e artistico presente in moltissimi autori greci, latini, italiani, anglosassoni, del vecchio e del nuovo Continente, e analizzato il poemetto latino Pervigilium Veneris, databile fra il I e il IV sec., nei cui versi 49-52 l'anonimo autore invita Ibla (personificazione della città allora sita nei pressi dell’attuale Paternò in cui si svolgeva la festa per la quale era scritto questo poemetto) a versare tutti i fiori prodotti dall'anno e ad indossare una veste di fiori grande quanto la piana etnea — ha dimostrato in varie pubblicazioni che la Primavera del Botticelli (il quale frequentava il circolo dei Medici, dove era ben noto il mito d'Ibla) altro non è se non l'Ibla di questi versi: infatti la figura del famoso dipinto è inghirlandata e vestita di fiori, e versa fiori per terra, proprio come nel Pervigilium. Ipotesi, questa, poi riportata dal critico d’arte Guido Cornini nel suo inserto di sette pagine sul Botticelli I maestri del passato / Sottile evocatore di fiabe, in Ars, De Agostini-Rizzoli, Milano, dicembre 1999, che integra il precedente analogo inserto.

## Stile

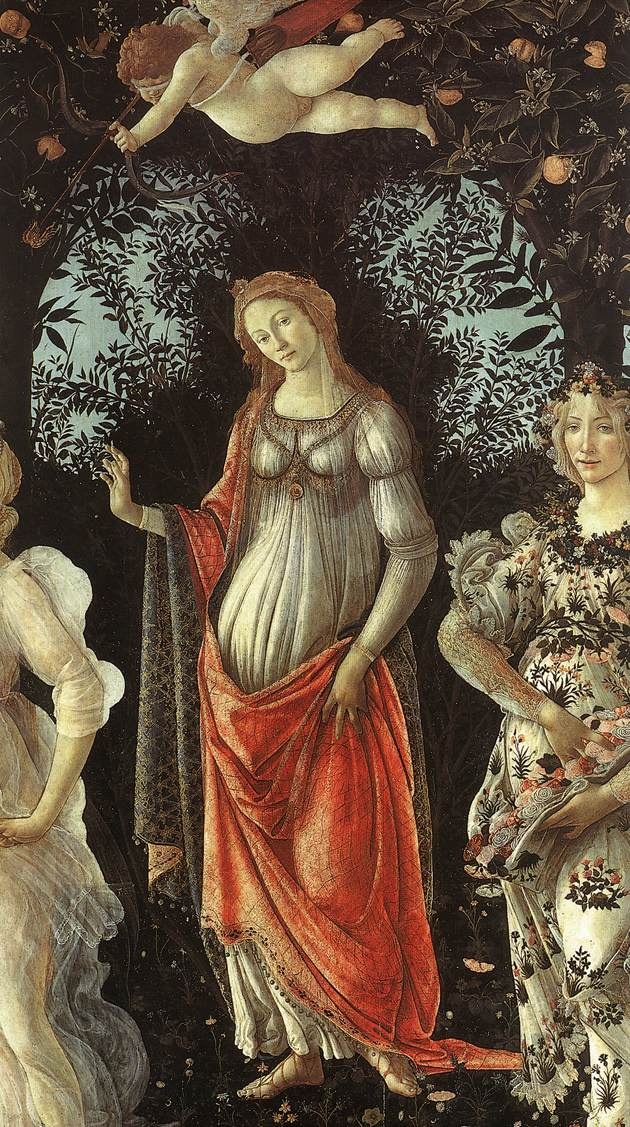
Venere

Nell'opera sono leggibili alcune caratteristiche stilistiche tipiche dell'arte di Botticelli: innanzitutto l'innegabile ricerca di bellezza ideale e armonia, emblematiche dell'umanesimo, che si attua nel ricorso in via preferenziale al disegno e alla linea di contorno (derivato dall'esempio di Filippo Lippi). Ciò genera pose sinuose e sciolte, gesti calibrati, profili idealmente perfetti. La scena idilliaca viene così ad essere dominata da ritmi ed equilibri formali sapientemente calibrati, che iniziano dal ratto e si esauriscono nel gesto di Mercurio. L'ondeggiamento armonico delle figure, che garantisce l'unità della rappresentazione, è stato definito "musicale".
In ogni caso l'attenzione al disegno non si risolve mai in effetti puramente decorativi, ma mantiene un riguardo verso la volumetria e la resa veritiera dei vari materiali, soprattutto nelle leggerissime vesti.
L'attenzione dell'artista è tutta focalizzata sulla descrizione dei personaggi, e in secondo luogo delle specie vegetali, che appaiono accuratamente studiate, forse dal vero, sull'esempio di Leonardo da Vinci che in quell'epoca era già artista affermato. Minore cura è riservata, come al solito in Botticelli, allo sfondo, con gli alberi e gli arbusti che creano una quinta scura e compatta. Il verde usato, come accade in altre opere dell'epoca, doveva originariamente essere più brillante, ma col tempo si è ossidato arrivando a tonalità più scure.
Le figure spiccano con nitidezza sullo sfondo scuro, con una spazialità semplificata, sostanzialmente piatta o comunque poco accennata, come negli arazzi. Non si tratta di un richiamo verso l'ormai lontana fantasia del mondo gotico, come una certa critica artistica ha sostenuto, ma piuttosto dimostra l'allora nascente crisi degli ideali prospettici e razionali del primo Quattrocento, che ebbe il suo culmine in epoca savonaroliana (1492-1498) ed ebbe radicali sviluppi nell'arte del XVI secolo, verso un più libero inserimento delle figure nello spazio.

## Tecnica
La tecnica usata nel dipinto è estremamente accurata, a partire dalla sistemazione delle assi di notevoli dimensioni che, unite tra loro, formano il supporto. Su di esse Botticelli stese una preparazione diversificata a seconda delle zone: beige chiaro dove vennero dipinte le figure e nera per la vegetazione. Su di essa il pittore stese poi la colorazione a tempera in strati successivi, arrivando a effetti di grande leggerezza.